# Медаль «За взятие трёх шведских кораблей»
«За взятие трёх шведских кораблей» — медаль, которая вручалась офицерам, участвовавшим в 1719 году в Эзельском морском сражении. На медали высечены надписи: «ПРИЛЕЖАНИЕ И ВЕРНОСТЬ ПРЕВОСХОДИТЪ СИЛНО» и «МАИЯ 24 ЧИСЛ. 1719». На аверсе изображён портрет Петра I. Медаль выдавалась с Андреевской лентой.
В именном указе Петра говорится следующее: «Господин Президент, отпишите в Москву дабы в монетном дворе сделали немедленно монет золотых для раздачи морским офицерам, которые взяли три Шведских воинских корабля майя в 24 день сего 1719 года, а именно числом 67 разных сортов и велите у всех сделать на одной стороне баталию морскую, а на другой стороне обыкновенно Нашу Персону»